# Clodsinda
Clodsinda (zm. przed 567) – córka Chlotara I i jego żony Ingundy. Została pierwszą żoną króla Longobardów Alboina, co było przypieczętowaniem sojuszu jej ojca i męża. Paweł Diakon pisze, iż była matką jedynego syna Alboina – Albsuinda.